# Edwards légitámaszpont
Az Edwards légitámaszpont (angolul Edwards Air Force Base) az amerikai légierő légitámaszpontja, amely Kaliforniában a Rogers és Rosamond kiszáradt tavak mellett található. Ezen a területen már 1933 óta működik légitámaszpont. Eredetileg Muroc katonai repülőtér (Muroc Army Air Field) volt a neve, de 1950-ben Glen Edwards berepülőpilótára emlékezve ünnepélyes keretek között átnevezték.
A két kiszáradt tómeder kemény talaja és a száraz időjárási viszonyok kitűnő környezetet biztosítanak a különböző repülési tesztek számára (ritkán, de csapadékosabb évszakokban előfordul, hogy a tómedreket elönti a csapadékvíz). A légitámaszponton található a légierő berepülőpilóta-képző iskolája, illetve a NASA Dyrden repüléskutató központja is. Több-kevesebb ideig, de szinte minden amerikai katonai repülőgépet teszteltek az Edwards légitámaszponton. Itt lépte át először a hangsebességet Chuck Yeager, és itt szállt le először az amerikai űrrepülőgép.
Az Egyesült Államok legnagyobb megújulóenergia-vásárlója, mivel energiaszükségletének 60%-át környezetkímélő módon termelt energia biztosítja.  Vészhelyzet esetére a NASA bármely űrrepülője számára alternatív leszállóhelyként választották ki a repülőteret.